# Lapre
Lapre war eine Elektronik-Band aus Berlin, die sich 1983 gründete und zur Berliner Schule der zweiten Generation zählte.

## Geschichte
Peter Preuß (* 13. Juni 1959 in Berlin; Gitarre/Keyboard/Gesang) und der Elektroniker Rudolf Langer (* 1963 in Marktredwitz/Oberfranken; Keyboard; Synthesizer) waren die beiden Gründungsmitglieder. Ihre Musik war Instrumental und ging von Synthie-Pop mit eingängigen Melodien bis hin zu experimentellen Klangcollagen. In den nächsten Jahren entstanden die ersten beiden MCs Tedan 1983 und Flokati 1984. Es folgten MC Gomorrha 1984 und die Maxi-Single Oeso 1985 auf ihrem eigenen Label.
Nach Liveauftritten und Zusammenarbeit mit anderen Musikern wie Berlin Cassette, Sampler EKG und Sampler Berliner Elektroniknacht kam es dann zu ihrer letzten Studioarbeit mit Gesang, aus der die CD Frightnight 1988 entstand. Gastmusiker waren Wolfgang Albers (Keyboard), S. Zorn (Keyboard), J. Gesche (Gitarre) und M. Bonin (Gesang).
1988 trennten sich Preuß und Langer.
2018 erschienen die LP und CD Auferstehung mit Auskoppelungen aus den alten Produktionen bei Bureau B.

## Diskografie
- Tedan
- Flokati
- Gomorrha
- Berlin Cassette 04.1984 (Tedan 3:37)
- Live 1986
- Live 1987
- Frightnight
- The Best of Lapre (9+)
- Single Oeso
- Sampler – EKG (Eftucie 5:00)
- Sampler – Berliner Elektroniknacht (Banzei Part I; 3:55)
- Auferstehung – Elektronische Musik aus Berlin 1983/1984